# Santa Maria de Oliveira
Santa Maria de Oliveira es una freguesia portuguesa del concelho de Vila Nova de Famalicão, con 4,64 km² de superficie y 3.091 habitantes (2001). Su densidad de población es de 666,2 hab/km².